# José Rodríguez Feo
José Rodríguez Feo (La Habana, 1920-93) fue un editor, promotor cultural, redactor de periódicos, traductor y crítico literario cubano. 

## Trayectoria profesional
Procedente de una familia adinerada, estudió Literatura e Historia Norteamericana en la Universidad de Harvard. Sin embargo, su compromiso con la agenda cultural revolucionaria de Fidel Castro y su conocimiento de la historia de Estados Unidos, "le creó una fuerte aversión por el imperialismo norteamericano", señala la Asociación de Amigos de Wallace Stevens. En el curso 1948-49, frecuentó seminarios de Literatura Española en la Universidad de Princeton. Viajó, además, por Canadá, México, Argentina, España, Francia, Italia e Inglaterra. Trabajó como editor durante mucho tiempo de Orígenes (revista), una revista que había fundado, junto a José Lezama Lima, “cuya misión declarada era elevar la cultura cubana por encima de la corrupción pública, la ignorancia y el cinismo que se creía que habían degradado el carácter nacional”. Aunque en esta revista escribieron, sobre todo, escritores cubanos, españoles y franceses, también publicó a poetas estadounidenses, incluido el amigo de Rodríguez Feo, Wallace Stevens. La larga correspondencia epistolar entre Feo y Wallace fue publicada por la Universidad de Duke, en 1986, bajo el título Secretaries of the Moon, The Letters of Wallace Stevens and José Rodriguez Feo. Aparte de dominar el inglés, fue un gran políglota, y colaboró como crítico literario en Bohemia, Ciclón, Espuela de Plata, Lunes de Revolución, La Gaceta Oficial, Unión, Revista Casa de las Américas, y en la revista argentina Sur.

## Obras
- Mi correspondencia con Lezama Lima
- Orígenes. Revista de arte y Literatura. 7 tomos. Lezama Lima, José/Rodríguez Feo, José

### Antologías
- Cuentos norteamericanos (1964)[5]
- Cuentos ingleses (1965)
- Cuentos de horror y de misterio (1967)
- Cuentos rusos (1968)

## Fallecimiento
El escritor cubano José Rodríguez Feo murió en La Habana a los 73 años tras una larga enfermedad. Con él termina uno de los esfuerzos mayores por dar a conocer la cultura cubana, declaró el poeta Pablo Armando Fernández tras conocer la noticia de su muerte.